# Mariner 8
Mariner-H (Mariner Mars '71), còn được gọi là Mariner 8, là (cùng với Mariner 9) một phần của dự án Mariner Mars '71. Nó được dự định đi vào quỹ đạo Sao Hỏa và trả về hình ảnh cũng như dữ liệu, nhưng sự cố của phương tiện phóng đã ngăn Mariner 8 đến được quỹ đạo Trái Đất và tàu vũ trụ đã quay trở lại Đại Tây Dương ngay sau khi phóng.

## Nhiệm vụ
Mariner 8 được phóng lên bằng tên lửa phóng Atlas-Centaur SLV-3C (AC-24) từ Trạm không quân Mũi Canaveral, Florida. Động cơ Centaur chính được đốt cháy 265 giây sau khi khởi động, nhưng tên lửa tầng trên bắt đầu dao động trong sân phóng và rơi ra khỏi tầm kiểm soát. Các giai đoạn Centaur ngừng 365 giây sau khi khởi động do thiếu nhiên liệu. Trọng tải của Centaur và tàu vũ trụ tách ra và rơi trở lại vào bầu khí quyển của Trái Đất khoảng 1500 km và rơi xuống Đại Tây Dương khoảng 560 km về phía bắc của Puerto Rico.
Một lỗi hệ thống hướng dẫn đã nhanh chóng bị nghi ngờ là thủ phạm, nhưng giám đốc điều hướng JPL Bill O'Neil bác bỏ ý tưởng rằng toàn bộ hệ thống hướng dẫn đã hỏng. Ông lập luận rằng một sự cố lái tự động đã xảy ra kể từ khi sự kiện xảy ra vào đúng thời điểm khi hệ thống được kích hoạt. Cuộc điều tra được tiến hành nhanh chóng và vấn đề đã sớm được phát hiện là kết quả của sự cố trong bộ khuếch đại tốc độ vòng quay. Một diode được dự định để bảo vệ hệ thống từ điện áp thoáng qua được cho là đã bị hư hỏng trong quá trình sửa chữa / lắp đặt bảng mạch in của bộ khuếch đại pitch, lỗi này sẽ không được phát hiện thông qua các bài kiểm tra từ dưới đất.
Tính đến năm 2016, Mariner 8 là tàu thăm dò hành tinh gần đây nhất của Hoa Kỳ bị mất tích do trục trặc phương tiện phóng.